# 東海パーキングエリア

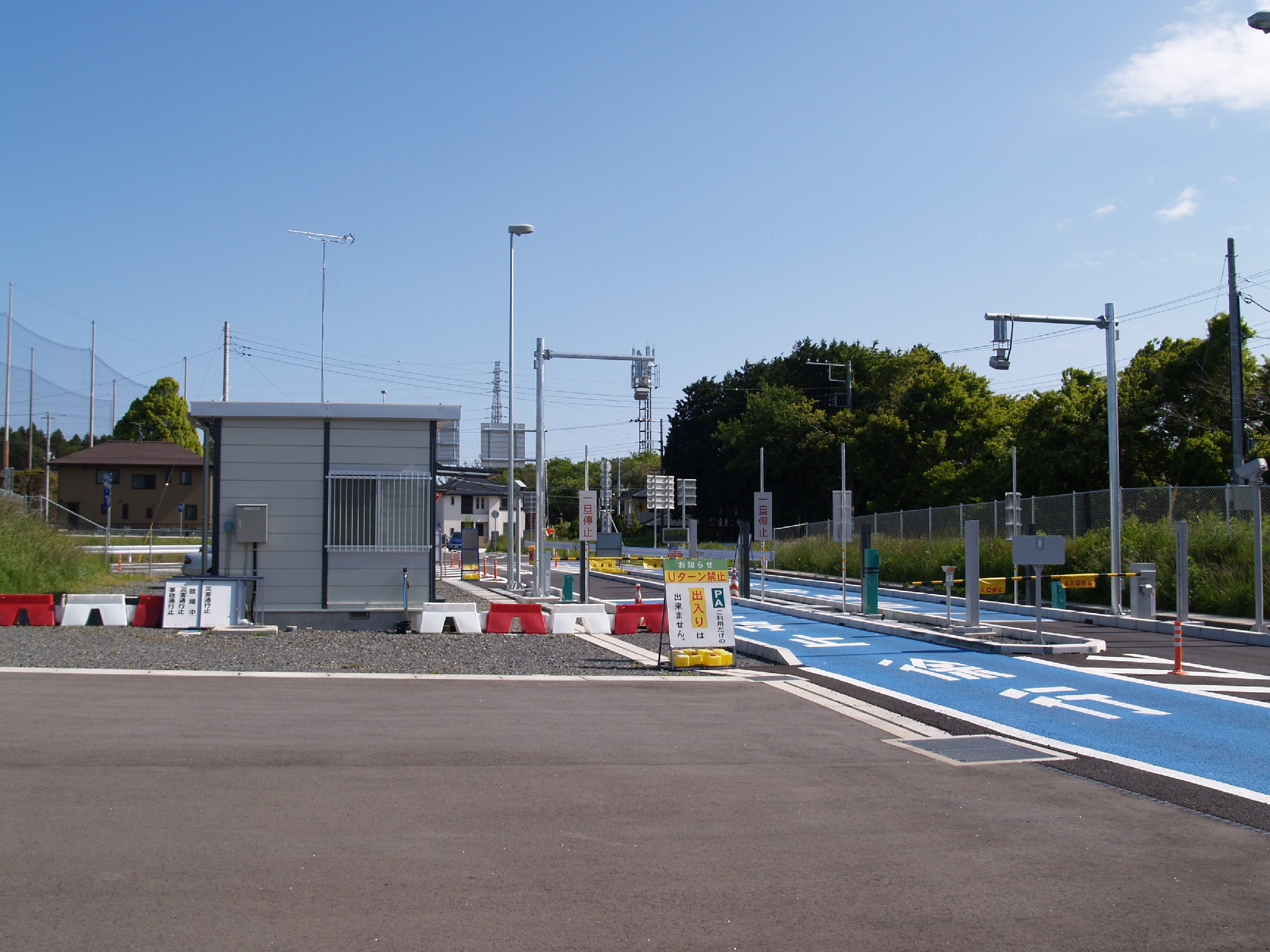
上り線スマートIC（PA内から、2010年5月）

東海パーキングエリア（とうかいパーキングエリア）は、茨城県那珂郡東海村石神外宿にある、常磐自動車道のパーキングエリア。東海スマートインターチェンジを併設する。
スマートインターチェンジについては、進入通路が狭いため、当面は普通自動車・軽自動車・二輪車に利用が限定されている。

## 施設

### 上り線（水戸・東京方面）
- 管理：ネクスコ東日本エリアトラクト[1]
- 運営：ネクスコ東日本リテイル[2]
- 駐車場[2]
  - 大型 28台
  - 小型 32台
- トイレ[2]
  - 男性 大2（和式0・洋式2）・小6
  - 女性 12（和式1・洋式11）
    - 同伴の男児用 1

  - 車椅子用 1
- フードコート（7:30 - 19:30）[2]
- ショッピングコーナー（7:30 - 19:30）[2]
- 自動販売機

### 下り線（いわき・仙台方面）
2018年（平成30年）4月24日にリニューアルオープン。リニューアル後はフードコートとショッピングコーナーが約2倍に拡大された。
- 管理：ネクスコ東日本エリアトラクト[1]
- 運営：フタバ食品[4]
- 駐車場[4]
  - 大型 22台
  - 小型 34台
- トイレ[4]
  - 男性 大2（和式0・洋式2）・小5
  - 女性 10（和式1・洋式9）
    - 同伴の男児用 1

  - 車椅子用 1
- フードコート（7:00 - 19:00）[4]
- ショッピングコーナー（7:00 - 19:00）[4]
- 自動販売機

## 東海スマートインターチェンジ
東海スマートインターチェンジ（とうかいスマートインターチェンジ）は、東海パーキングエリア（PA）に併設しているスマートインターチェンジである。
- 運用時間：24時間[5]
- 対応車種：ETC車載器を搭載した二輪車・軽自動車・普通車（全長6m以下）[5]
- 利用方向：全方向対応[5]
- 備考：当スマートICから流入する際にはパーキングエリアは利用できない[2][4][6]。

### 歴史
- 2009年（平成21年）3月29日：当スマートICの供用を開始[7]。

### 道路
- E6常磐自動車道(10-1番)

### 接続する道路
- 間接接続
  - 茨城県道62号常陸那珂港山方線

## 隣
E6 常磐自動車道
(10)那珂IC - (10-1)東海PA/SIC - (11)日立南太田IC